# Karneol

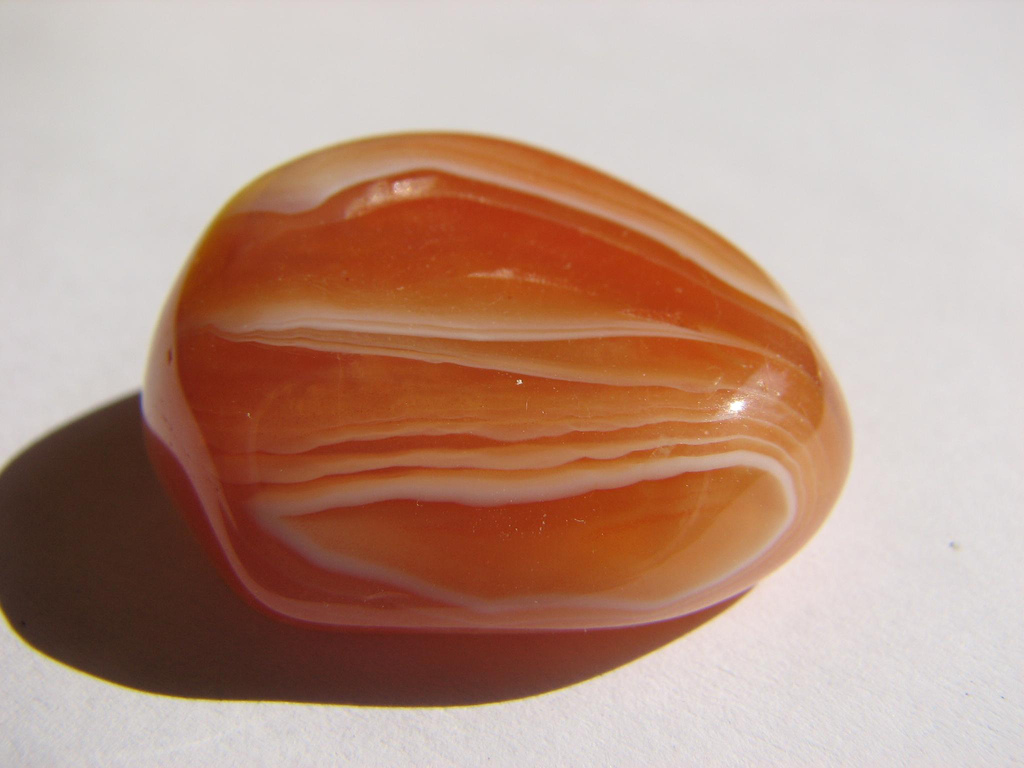
„Getrommelter“ Karneol aus Botswana

Karneol (von mittellateinisch carneolus) ist eine undurchsichtige bis schwach durchscheinende, zweifarbig rot-weiß bis orange-weiß gebänderte Varietät des Chalcedons. Er besteht somit aus Quarz in faseriger Form, dessen feinkristalline Struktur erst unter dem Mikroskop sichtbar wird.
Karneol wird ausschließlich zur Herstellung von Schmucksteinen verwendet.

## Farbe
Alle roten Farbtöne von dunkelrot über fleisch- und hellrot bis beinahe rosa kommen vor. Ebenso sind Farbabweichungen in Richtung Gelborange und Übergänge zum braunen Sardonyx möglich. Es gibt sowohl einfarbige, gestreifte wie auch gefleckte und gewolkte Exemplare. Am höchsten geschätzt werden Karneole, die beim Durchblicken feurig rot, beim Blick auf die Oberfläche aber schwärzlich rot erscheinen.
Ihre Farbe verdanken die Karneole dem Element Eisen, das in Form von Eisenoxid oder Eisenhydroxid in verschiedenen Mengen im Karneol auftritt. Entsprechend fällt die Farbe aus: Das Oxid des dreiwertigen Eisens (Fe2O3) färbt den Stein rot, sein Hydroxid (Fe(OH)3) färbt ihn braun. Bei Karneolen aus Indien hat die Sonnenhitze, der man die Rohsteine aussetzte, das Eisenhydroxid in Eisenoxid umgewandelt und somit zu der begehrten roten Farbe beigetragen.
Karneole lassen sich durch Hitze dauerhaft farblich zum Rot hin verändern. Es ist eine komplizierte und Vorsicht erfordernde, aber seit dem Altertum bekannte Kunst unter anderem bei den Etruskern und Phrygern.

## Etymologie
Die Herkunft der Bezeichnung Karneol ist nicht eindeutig. Die lateinische Bezeichnung im Mittelalter war corneolus, die schon allgemein vom Jahre 1078 an verwendet wurde. Später wurde der Stein auch cornelius (lateinisch cornelio) genannt. So heißt es im 13. Jahrhundert bei Albertus Magnus: „corneolus, quem quidam cornelium dicunt“ (= „corneolus, den man auch cornelium nennt“).
In der Physica, dem lateinisch abgefassten medizinischen Werk der Hildegard von Bingen (1098–1179), wird der Stein cornelius oder ähnlich genannt. In der so genannten Pariser Handschrift der Physica aus den Jahren 1425–1450 ist das Kapitel 4–23 über den Karneol überschrieben mit De Cornelione. Wie es dort heißt, sei der Stein „wegen seiner Farbe nach der Kornelkirsche benannt“ worden.
In anderen Sprachen beginnt die Bezeichnung für Karneol meist mit corn, also einem o als zweitem Buchstaben. So geht nach dem New English Dictionary von Murray, Oxford 1893, der detailliert die Herkunft des Wortes behandelt, das heutige englische Wort cornelian für Karneol auf die mittelenglische (1000–1500) Bezeichnung corneline zurück, die ihrerseits vom altfranzösischen corneline stammt. Zum Teil werde es auf das lateinische Wort cornu = „Horn“ zurückgeführt, weil die Farbe des Steins manchmal dem des Fingernagels gleiche, teils aber auch auf die rote Farbe der Kornelkirsche, die lateinisch cornum (Adjektiv: corneus) heißt. Im späten 15. Jahrhundert sei das Wort corneolus verfälscht worden zur carneolus, und zwar nach dem lateinischen Wort carneus = „fleischfarben“. Zwar gibt es im Englischen für den Schmuckstein auch die Bezeichnung carnelian (also wie im Deutschen a statt o), doch die englischsprachige Chambers's Encyclopaedia, Ausgabe 1970, stellt hierzu unmissverständlich klar, dass es cornelian heißen muss: „Cornelian, ein Edelstein, oft fälschlicherweise carnelian genannt, ist ...“.
Das französische Wort für Karneol ist cornaline. Laut Großem Larousse, Ausgabe 1982, kommt die Bezeichnung von corne = „Horn“. Die spanische Bezeichnung ist ganz ähnlich, nämlich cornalina.
Im Italienischen heißt der Schmuckstein corniola oder cornalina.
Laut Hans Lüschen: Die Namen der Steine, Basel 1979, ist die häufigste Form dieses mittellateinischen Namens corneolus, daneben cornelius und corniol. Die Herleitung aus dem lateinischen corneus = „hörnern, aus Horn“ (die Verkleinerungsform davon ist corneolus) sei nicht so einleuchtend wie die aus dem lateinischen cornus = „Kornelkirschenbaum“ (von dem die Verkleinerungsform ebenfalls corneolus ist) und cornum = „Kornelkirsche“. Beschreibungen in alten Büchern über Steine hätten die Farbe des Karneols mit der des Fleisches oder des Spülwassers von Fleisch verglichen. Darauf könnte es beruhen, dass sich im 15. Jahrhundert die Formen mit a, nämlich carniol, carneolus usw. durchsetzten. Carneolus sei als der Fleischfarbene verstanden worden.
Die Schreibweise Karniol war im 18. und 19. Jahrhundert geläufig.
Rötliche oder fleischfarbene Varietäten wurden in verschiedenen Quellen auch als Sarder oder Sardus bzw. Sardis bezeichnet.

## Geschichte

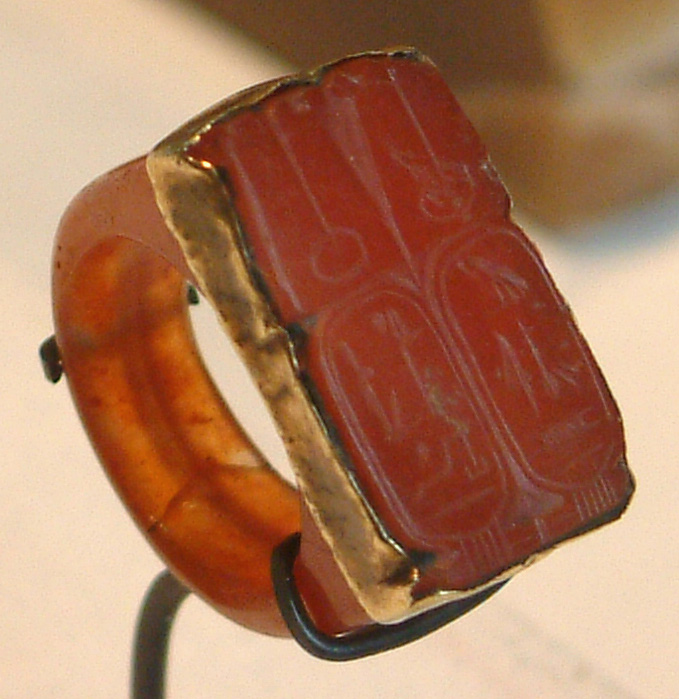
Siegelring Ramses II. und seiner Frau Nefertari, Gold und Karneol

Karneol wurde bereits im Altertum als Schmuckstein geschätzt und findet sich insbesondere auf Ringen. Bekannte Beispiele sind:
- Der Ring von Tello, Iran, ca. 2500 v. Chr., heute im Louvre
- Phönizischer Siegelring mit Skarabäusdarstellung, 6. Jh. v. Chr., heute im British Museum
- Etruskischer Siegelring mit Poseidon-Motiv, 6. Jh. v. Chr., heute in der Französischen Nationalbibliothek in Paris.

Im alten Ägypten galt der Karneol aufgrund seiner an Blut erinnernden Farbe als „Lebensstein“. Daher spielte er bei Bestattungsritualen eine Rolle und wird auch im Ägyptischen Totenbuch erwähnt. Zahlreiche Karneole wurden auch im Grab von Tutanchamun (KV62) im Tal der Könige gefunden.
Die Region Meluḫḫa trug den sumerischen Beinamen „Land des Karneols“. Im 1. Buch Mose der Bibel werden Karneolsteine im Zusammenhang mit der Lage des Garten Eden erwähnt. Israelitische Hohepriester trugen sie an ihren Gewändern.
Das Zypern-Museum in Nikosia besitzt zwei Halsketten aus Karneolperlen und zahnförmigen Muscheln, die in der Ausgrabungsstätte von Khirokitia im Süden der Insel an Skeletten von dort begrabenen Frauen gefunden wurden. Die Halsketten werden in die Zeit von 3.500 bis 3.000 v. Chr. datiert. Der verwendete Karneol muss vom Festland importiert sein, da es ihn auf der Insel nicht gibt. Im 5.000-jährigen Troja wurde bei Ausgrabungen ebenfalls Schmuck aus Karneol gefunden. In der Römischen Kaiserzeit (0–375) war der Karneol neben Glas das häufigste Material zur Herstellung von Gemmen. Oft waren sie Teil eines Ringes, der auch zum Siegeln benutzt wurde. In die Gemmen waren meist Glücks- und Schutzsymbole bzw. Schutzgottheiten eingeschnitten. Bei einfachen Soldaten bestand der Ring aus Eisen, bei Offizieren aus dem Ritterstand aus Gold. Wichtigste Quelle von Karneol war Indien. Bei Kalkriese nahe Osnabrück, dem wahrscheinlichen Ort der Varusschlacht (9 n. Chr.), hat man einen Eisenring mit Gemme aus Karneol gefunden, die ein Doppelfüllhorn mit dem Heroldstab des Merkur zeigt.
In spätrömischer Zeit kommen Karneolperlen vor allem in den östlichen Provinzen vor. Im nordalpinen Raum treten sie nur vereinzelt auf, so auch in Pfyn (Ad Fines) und Kaiseraugst (Schweiz). 2005 wurden bei Großschwabhausen im Kreis Weimarer Land in einem Kindergrab aus dem 11./12. Jahrhundert 13 Perlen entdeckt, die vermutlich zu einer Kette gehörten. Vier der Perlen sind aus Karneol.
Da der Karneol leicht zu bearbeiten ist, wurde er gern als Siegelring benutzt. So trug Martin Luther einen Siegelring aus Gold mit einem Karneol, in den die so genannte Luther-Rose, das Wappen Luthers, eingeschnitten ist. Der Ring wurde um 1530 angefertigt, wahrscheinlich in Augsburg, und ist im Grünen Gewölbe des Dresdner Schlosses ausgestellt.
Der frühere hohe Rang des Karneols als Schmuckstein zeigt sich eindrucksvoll bei den so genannten „Juwelengarnituren“ Augusts des Starken (1670–1733) und seines Sohnes, die ebenfalls im Grünen Gewölbe des Dresdner Schlosses ausgestellt sind und einen Hauptbestandteil des sächsischen Kronschatzes bilden. Von den neun Garnituren dort ist die umfangreichste mit 123 Einzelteilen die „Karneolgarnitur“. Sie wurde 1719 vollendet und ist weitgehend ein Werk der Goldschmiede Gebrüder Johann Melchior, Georg Friedrich und Georg Christoph Dinglinger.
Im Mittelalter wurden auch Puppen aus Karneol hergestellt, da die Farbe des Steins der Farbe menschlicher Haut am nächsten kommt.
In der Neuzeit erlebte der Karneol eine Renaissance als Schmuckstein. Zu den bedeutendsten Verarbeitungsstätten zählen die Schleifereien in Idar-Oberstein. Der Stein war auch mehrfach Gegenstand literarischer Verarbeitung:
| Johann Wolfgang von Goethe Segenspfänder (aus dem West-Östlichen Diwan) | Peter Paul Althaus Wenn ich endlich einmal wüsste (aus dem Traumstadt-Zyklus)                                                                                          |
| --- | --- |
| Talisman in Karneol, Gläub’gen bringt er Glück und Wohl; Steht er gar auf Onyx Grunde, Küss’ ihn mit geweihtem Munde! Alles Übel treibt er fort, Schützet dich und schützt den Ort. (...) | „(...) Meiner Mutter Ohrgehänge waren zwei Beryll-Kameen, meines Vaters Halstuchnadel war ein roter Karneol. Edelsteine haben Kräfte: grüner Pol und roter Pol. (...)“ |

1964 züchtete Professor Rupprecht im Auftrag des „Instituts für Zierpflanzenbau“ in Ost-Berlin eine neue Rosensorte und benannte sie nach dem Mineral Karneol-Rose. Das „Institut für Obstzüchtung“ in Dresden-Pillnitz entwickelte eine Sauerkirschsorte, die 1990 unter dem Namen Karneol-Kirsche anerkannt wurde.

## Bildung und Fundorte
Der Karneol tritt in der Natur entweder als sinterartiger Überzug von Gesteinen oder als Auffüllung von Hohlräumen auf. In manchen Achaten bildet er auch mehr oder weniger dicke Lagen innerhalb ihrer charakteristischen Bänderung. Häufig sind Karneole auch aus ihrem Ursprungsgestein herausgelöst und findet sich in den Geröllen der Flussablagerungen.
Bisher konnte Karneol in rund 120 Fundorten (Stand: 2009) nachgewiesen werden, so unter anderem bei Hobart auf Tasmanien (Australien); bei Foz do Iguaçu in Brasilien; in den französischen Regionen Elsass, Franche-Comté und Lothringen;  Baden-Württemberg (Schwarzwald), Bayern (Fichtelgebirge), Hessen (Odenwald), Rheinland-Pfalz (Bad Bergzabern), Saarland, Sachsen (Glauchau) und Thüringen (Saalfeld) in Deutschland; England und Schottland in Großbritannien; Gujarat in Indien; in den Karawanken und bei Leutschach in Österreich; Niederschlesien in Polen; Karelien in Russland; im schweizerischen Kanton Jura; Banská Bystrica in der Slowakei; Sabaragamuwa auf Sri Lanka; in einigen Regionen von Südafrika; im tschechischen Böhmen; auf der Halbinsel Krim in der Ukraine; im Komitat Borsod-Abaúj-Zemplén von Ungarn; sowie in vielen Regionen der USA.

## Verwendung als Schmuckstein

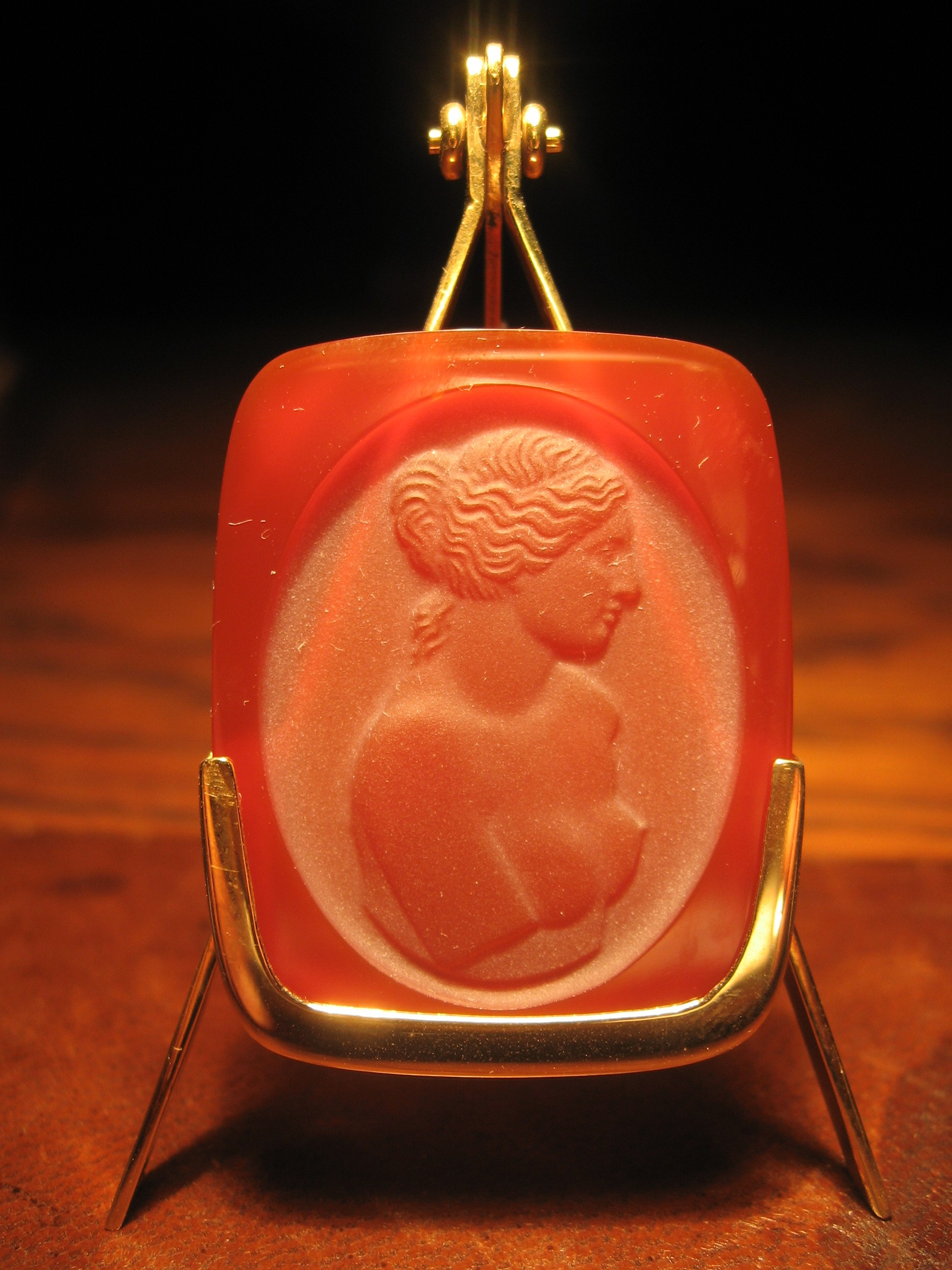
Moderne Karneolgemme

Karneol hat als Chalcedon-Varietät die gleiche Mohshärte von 6,5 bis 7 und keine Spaltneigung. Er ist daher für die Verwendung als Schmuckstein gut geeignet und wird häufig zu Ringsteinen, Ketten, Gemmen oder auch kunstgewerblichen Gegenständen wie beispielsweise Skulpturen verarbeitet.
Das Farbenspiel bei Karneol kommt dabei im Glattschliff besonders zur Geltung, daher wird er gern in Form von Cabochonen oder auch Handschmeichlern angeboten.

## Legendäre Heilkräfte und Schutzzauber
Im Mittelalter wurde der Karneol bisweilen in Amuletten getragen, die gegen Verzauberung schützen sollten. Hildegard von Bingen zählt ihn zu den wichtigsten Heilsteinen; er hilft angeblich u. a. gegen Blutungen, Kopfschmerz, Husten und Erkältungskrankheiten.
Bei Marbod von Rennes (1035–1123), Bischof dieser Stadt in der Bretagne, und bei Albertus Magnus (1193–1280) hatte der Stein neben dem Blutstillen auch die Wirkung, den Zorn zu besänftigen.
Geradezu als Allheilmittel für den Charakter wurde der Karneol in einem Werk aus dem Jahre 1354, der Oeconomia von Konrad von Megenberg, gepriesen:
Wer schwach ist, aber fest sein möchte,
wer lau ist, aber brennen möchte,
wer feig ist, aber kühn sein möchte,
wer Knecht ist, aber Herr sein möchte,
der trage immer einen Karneol.
Auch noch in späteren Jahrhunderten misst man dem Karneol besondere Wirkung bei, und zwar auf Frauen. Der aufrichtige Jubilierer aus dem Jahre 1773 schreibt: „Der Karneol, von Männern getragen, lässt sie auf Frauen in seltsamer Weise anziehend wirken.“
Esoteriker ordnen den Karneol den Tierkreiszeichen Widder, Stier und Skorpion zu. Außerdem steht er nach Raphaell für den Planeten Mars (Planet) und nach Uyldert für den Planeten Jupiter. Der Schriftsteller und Dichter Theodor Körner ordnete den Karneol in seinem Gedicht Die Monatssteine dem Monat Juli zu.
Als Heilstein soll der Karneol in der Lage sein, Arthritis, Depressionen, Neuralgien und Rheuma zu heilen, sowie Fieber und Infektionen zu lindern. Außerdem soll er die Vitalität fördern. Wissenschaftlich ist hiervon nichts belegt.